# Iván Bulos
Iván Bulos Guerrero, né le 20 mai 1993 à Lima, est un footballeur international péruvien qui évoluait au poste d'attaquant.

## Biographie

### En club
Iván Bulos fait ses débuts en championnat du Pérou avec le Sporting Cristal en 2011. Il y est sacré champion du Pérou lors de la saison saison 2012. Même s'il a l'occasion de jouer pour d'autres clubs péruviens – dont le Deportivo Municipal et le Sport Boys – il passe une grande partie de sa carrière à l'étranger, notamment en Belgique (Standard de Liège et K Saint-Trond VV), au Chili (CD O'Higgins) et au Portugal (Boavista).
Après une dernière expérience en club en 2020 au Carlos Stein, Bulos met un terme à sa carrière à seulement 27 ans, accablé par des blessures à répétition au genou droit.

### En équipe nationale
International péruvien, Iván Bulos ne compte que deux capes en équipe du Pérou, deux matchs amicaux joués en septembre 2015 face aux États-Unis (défaite 2-1) et à la Colombie (match nul 1-1). Il ne marque aucun but au cours de ces deux rencontres.

## Palmarès
Sporting Cristal
- Championnat du Pérou (1) : 
  - Champion : 2012.